# Gårssåjávrre
Gårssåjávrre, enligt tidigare ortografi Kårsåjaure, är en sjö i Jokkmokks kommun i Lappland och ingår i Luleälvens huvudavrinningsområde. Sjön har en area på 0,702 kvadratkilometer och ligger 796 meter över havet. Gårssåjávrre avvattnas av en namnlös jokk som mynnar i Guvtjávrre. Nordkalottleden mellan Vaisaluoktastugan och Kutjaurestugan passerar sjön.

## Delavrinningsområde
Gårssåjávrre ingår i det delavrinningsområde (749995-155632) som SMHI kallar för Utloppet av Kutjaure (Guvtjávrre). Medelhöjden är 682 meter över havet och ytan är 35,54 kvadratkilometer. Räknas de 134 avrinningsområdena uppströms in blir den ackumulerade arean 2 518,86 kvadratkilometer. Vuojatädno som avvattnar avrinningsområdet har biflödesordning 2, vilket innebär att vattnet flödar genom totalt 2 vattendrag (Stora Luleälven, Luleälven) innan det mynnar i havet. Avrinningsområdet består mestadels av skog (14 procent) och kalfjäll (61 procent). Avrinningsområdet har 8,34 kvadratkilometer vattenytor vilket ger det en sjöprocent på 23,5 procent.

## Galleri

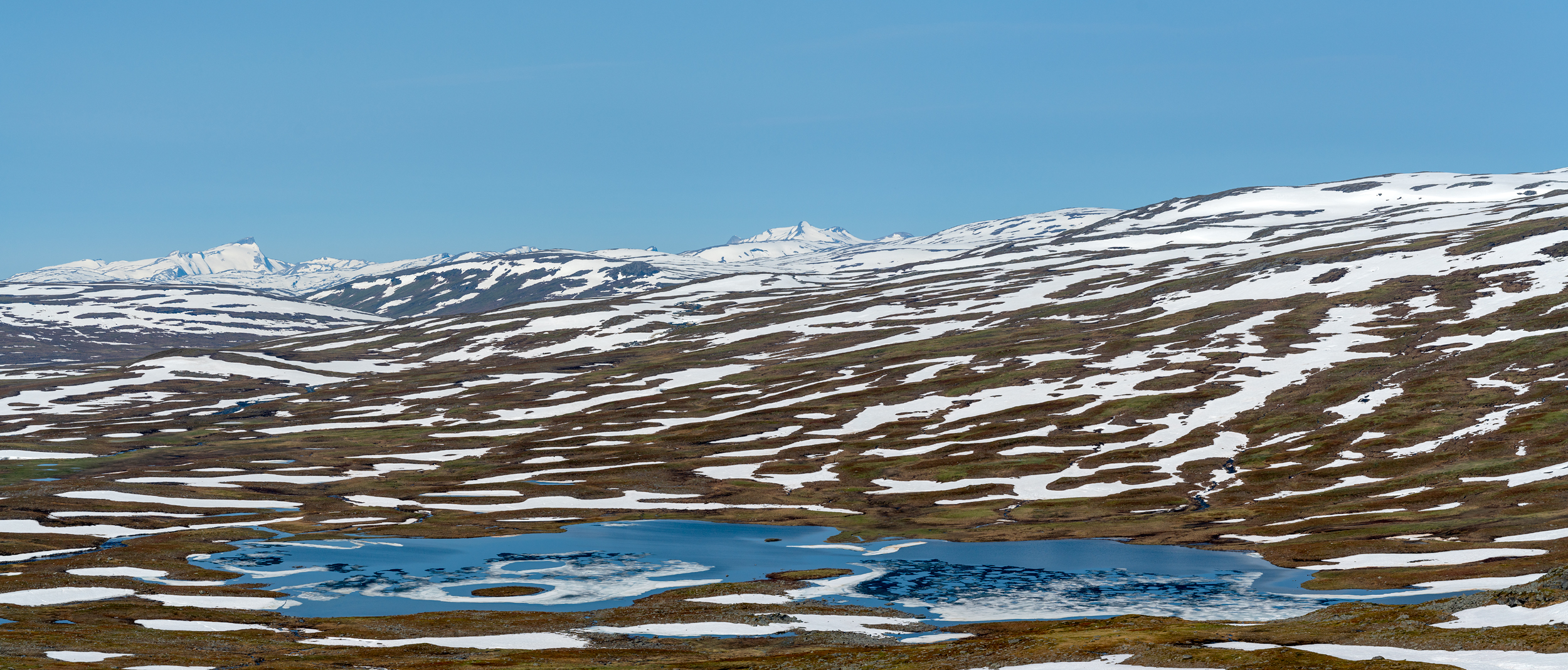
Vy mot Gårssåjávrre från Muvrratjåhkkå.